# Trijntje Oosterhuis
Trijntje Oosterhuis (egl. Judith Katrijntje Oosterhuis, født 5. februar 1973) er en hollandsk sangerinde. Hun skal repræsentere Holland ved Eurovision Song Contest 2015 med sangen "Walk Along".

## Biografi
Judith Katrijntje Oosterhuis er født den 5. februar 1973 i Amsterdam. Som 17-årig etablerede hun sammen med sin bror musikgruppen Total Touch, der albumdebuterede i 1996, men som blev opløst efter det andet album, udgivet i 1998
Trijntje Oosterhuis udsendte sit første soloalbum For Once in My Life i 1999 og etablerede sig i de følgende år som en fremtrædende musiker i Holland, hovedsageligt indenfor jazz, bl.a. skrev hun i 2004 kontrakt med jazz-pladeselskabet Blue Note.
Den 10. november 2014 offentliggjorde den hollandske tv-broadcaster AVROTROS, at Oosterhuis skal repræsentere Holland ved Eurovision Song Contest 2015 i Wien. Sangen, hun skal fremføre, blev offentliggjort den 11. december 2014 med titlen "Walk Along". Den er komponeret af Anouk, som selv repræsenterede Holland ved Eurovision Song Contest 2013.